# Одалиска и рабыня
«Одалиска и рабыня» (фр. L'Odalisque à l'esclave) — картина Жана Огюста Доминика Энгра, написанная маслом на холсте в 1839 году по заказу Шарля Маркотта. На ней в интерьере гарема изображены обнажённая одалиска, музыкант и евнух. Это полотно, представляющее собой классический образец ориентализма во французской живописи, ныне хранится в Художественном музее Фогга в Кембридже (штат Массачусетс).

## История
За свою долгую творческую карьеру Энгр написал несколько картин с гаремными сценами, начиная с «Большой одалиски» (1814). Эти работы демонстрируют интерес к ориенталистской тематике, присущий множеству французских художников эпохи романтизма, в том числе и сопернику Энгра — Эжену Делакруа. Поскольку Энгр никогда не бывал на Ближнем Востоке, он изобразил в «Одалиске и рабыне» воображаемую сцену. Картина была написана в Риме, где художник проживал с 1835 по 1841 год, занимая там должность директора Французской академии. Одалиска была написана по рисунку, сделанному с натуры ещё несколькими годами ранее. Музыкант была написана с натурщицы, позировавшей в студии, а множество деталей, таких как танбур, были взяты с гравюр.
Энгр трудился над картиной со всей присущей ему тщательностью, наняв в помощники нескольких своих учеников. Одним из них был Раймон Бальце, который следующим образом вспоминал об этом опыте:
Энгр начал свою работу с натуры и подготовил грубый набросок на своём холсте, затем его ученики довели не столь значимые детали до совершенства, такие как архитектура, мозаика, ковры, мебель, инструменты, которые он часто перемещал, неохотно удовлетворяясь их выполнением… Затем, покончив с фигурами, он один взялся согласовать элементы композиции с помощью тончайших слоёв краски.

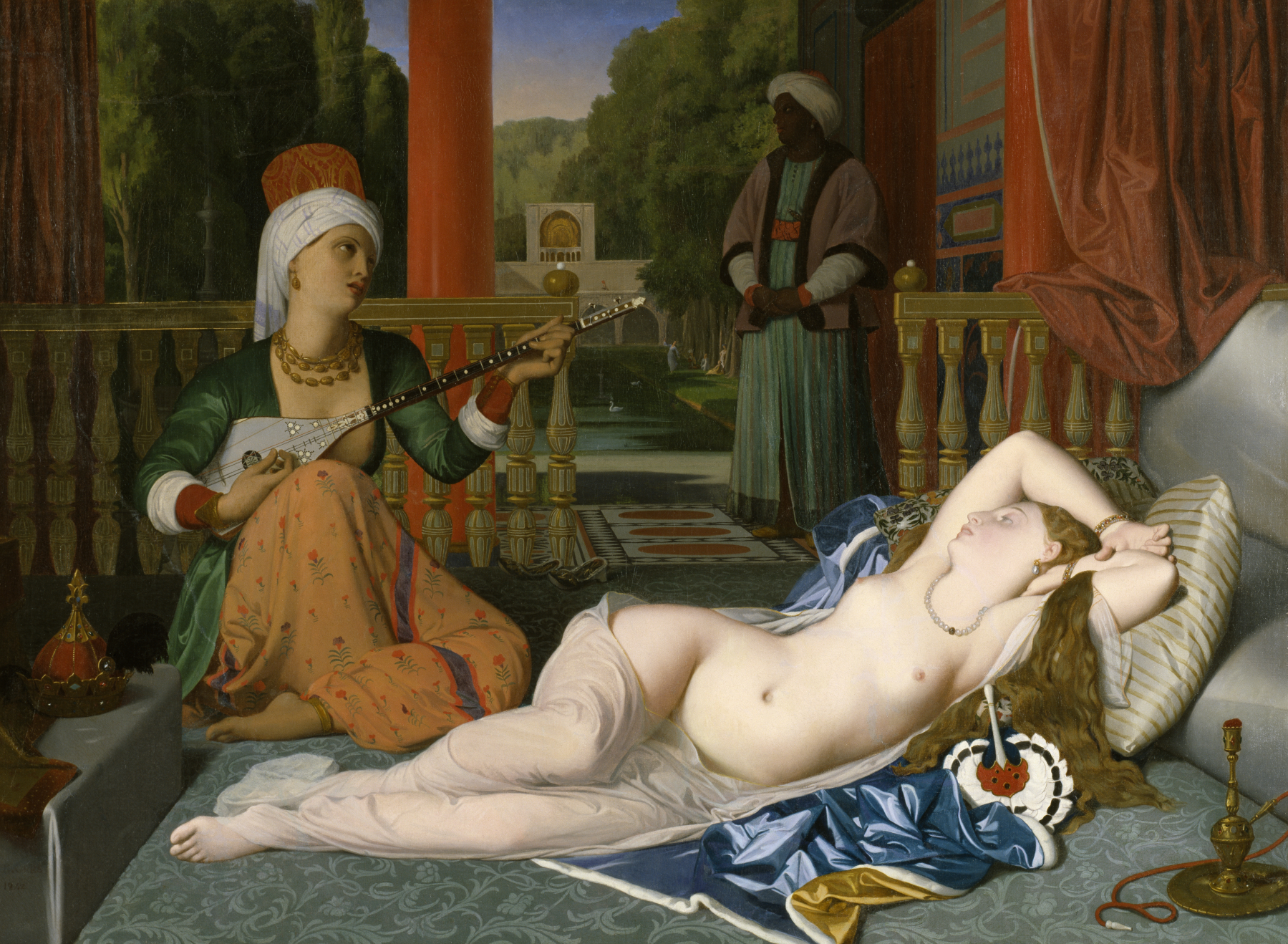
Версия «Одалиски и рабыни» 1842 года, Художественный музей Уолтерса, Балтимор

В сентябре 1840 года картина была доставлена в Париж, где она удостоилась высокой оценки у критиков, изучавших её в доме владельца. В 1845 году полотно было выставлено на широкую публику, вызвав всеобщее восхищение. Так, о ней написали Бодлер и Теофиль Торе-Бюргер.
Энгр написал вторую версию «Одалиски и рабыни» в 1842 году с помощью двух своих учеников — Поля и Ипполита Фландренов. Ныне эта картина хранится в Художественном музее Уолтерса в Балтиморе. В этом варианте стена, выполнявшая роль фона в картине 1839 года и, по мнению искусствоведа Карин Гримм, как бы заключающая одалиску в «комнату без выхода», была заменена на сад, написанный Полем Фландреном. Прототипом для него послужил парк в Шато-де-Дампьере.
В Лувре хранится тщательно проработанный рисунок Энгра, сделанный в 1858 году и воспроизводящий композицию 1839 года.